# Čadram
Čadram je naselje v Občini Oplotnica.
Gručasto naselje oz. vas  se nahaja v podpohorskem delu Dravinjskih goric, ki tu prehajajo v južne obronke Pohorja. Naselje leži ob Čadramskem potoku, onkraj katerega se na zahodu širi Oplotniško polje s travniki in njivami. Na polovici razdalje proti bližnji Oplotnici ob lokalni cesti stoji župnijska cerkev sv. Janeza Krstnika, katere romansko predhodnico so leta 1918 podrli. Mimo Čadrama je vodila rimska cesta Celeia - Poetovio.

## Sakralni objekti
|    | slika | cerkev                                                        | kraj / naselje       |
| -- | ----- | ------------------------------------------------------------- | -------------------- |
| 1. |       | Župnijska cerkev sv. Janeza Krstnika, Čadram župnijska cerkev | Čadram pri Oplotnici |
| 2. |       | cerkev sv. Mohorja in Fortunata, Lačna Gora podružnica        | Lačna Gora           |

## Znane osebnosti

### Rojeni v Čadramu
- Anica Černej – slovenska pedagoginja, pisateljica in pesnica (*1900, †1944)